# 張錦 (八里坌巡檢)
張錦（？—？），直隸大興人，清朝官員。吏員出身。

## 生平
張錦於乾隆元年（1736年）接替魯浩，擔任八里坌巡檢一職。